# Laura Aikin
Laura Aikin (Buffalo, 1964) és una soprano nord-americana.
La generosa gamma vocal de tres octaves li permet a Aikin cantar un ampli ventall de repertori i es troba còmode en òperes que van des del Barroc fins a les contemporànies. Inicià la seva carrera com a membre de la companyia estable de la Deutsche Staatsoper de Berlín de 1992 a 1998, on interpretà, entre d'altres, els rols de reina de la nit (La flauta màgica), Zerbinetta (Ariadne auf Naxos), Amenaide (Tancredi), Sophie (El cavaller de la rosa), Adele (El ratpenat) i els papers principals de Lulu i Zaide. També ha interpretat Aminta (Die schweigsame Frau), Marzelline (Fidelio), Sophie i Soeur Constance (Dialogues des Carmélites), Lucia (Lucia di Lammermoor), Aspasia (Mitridate), Angel (Saint François d'Assise), com també Alcina, El rapte en el serrall, Arabella i Das Paradies und die Peri. Ha actuat a escenaris com la Staatsoper de Viena i Múnic, La Scala de Milà, Maggio Musicale Fiorentino, òperes de Zúric i Frankfurt, La Bastille de París, festivals de Salzburg i Glyndebourne, òperes de Chicago, San Francisco i Santa Fe i Metropolitan de Nova York. El 2007 debuta al Gran Teatre del Liceu de Barcelona amb Boulevard Solitude de Hans Werner Henze. El 2009 torna al Liceu amb L'arbore di Diana de Vicent Martín i Soler